# نانداجوريه (كانتون)
نانداجوريه (بالإسبانية: Nandayure)‏ و هو الكانتون التاسع في محافظة غواناكاسته في كوستاريكا. و يغطي الكانتون مساحة 565.59 كم مربع،
كما يقارب عدد سكانه 10,567 نسمة.
و تدعى مدينته الرئيسية بـكارمونا.
يشمل الكانتون جزءا من ساحل خليج نيكوجا قرب مصب نهر تيمبسيكيه و يشمل جزيرة بيرّوغاتيه، و يقطع مركز شبه جزيرة نيكوجا إلى ساحل المحيط الهادئ بين نهري أورا شمالا و بونكا جنوبا.
تعرض الكانتون لزلزال بقوة 7.6 في 2012، مدمرا العديد من المنازل.
تم تأسيس هذا الكانتون في 9 تشرين الأول 1961.

## المقاطعات
يتألف الكانتون من ست مقاطعات وهي :
1. كارمونا
2. سانتا ريتا
3. سابوتال
4. سان بابلو
5. بورفينير
6. بيخوكو